# Ítaca

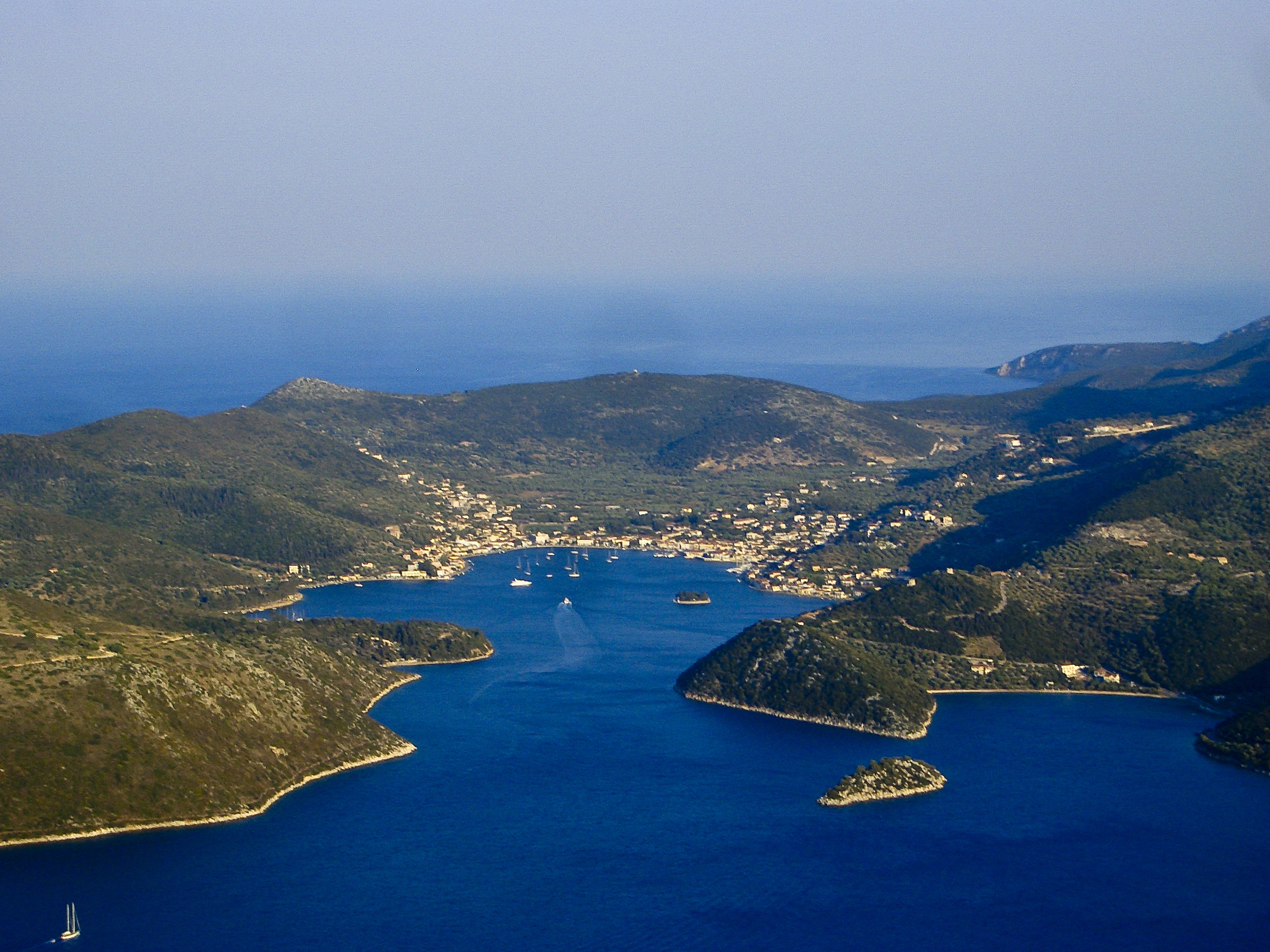
Vista panorámica de Ítaca, con la capital, Vathí.

La isla de Ítaca (en griego Ιθάκη, Itháki) es una pequeña isla griega del mar Jónico, perteneciente al grupo de las islas Jónicas y que se encuentra al noreste de la isla de Cefalonia. Tiene una superficie de 117,8 km² y contaba con 3599 habitantes en el año 2011. Administrativamente, conforma la unidad periférica de Ítaca.
Ítaca es un popular destino turístico, en especial para quienes visitan otras islas Jónicas. Su capital, Vathí, tiene una de las mayores bahías naturales que sirven como refugio a embarcaciones de todo el mundo.
En los poemas homéricos, Ítaca (normalmente identificada con la isla de igual nombre en la actualidad) es la patria del héroe Odiseo, cuyo regreso al hogar constituye el tema central del poema épico Odisea, de Homero.

## Descripción geográfica
Se trata de una isla montañosa cuyas principales alturas son el monte Nérito (806 m) y el Merovilli (669 m). El golfo de Molos, situado en el lado oriental de la isla, divide a la isla en dos partes y crea un estrecho istmo de apenas 600 metros de anchura. Un canal de 2 millas náuticas separa Ítaca de Cefalonia.
Los principales puertos están en el lado oriental, por la protección que proporciona ese sector ante los vientos dominantes, que son los del noroeste. Los poemas homéricos reflejan la presencia de al menos cuatro puertos o puntos de atraque en Ítaca en la Antigüedad: Ritro, Forcis, la llamada «Cala de Telémaco» y otro más junto al palacio de Odiseo.

## Historia
Fue habitada en el cuarto milenio antes de Cristo según unos grabados encontrados en Pilikata; otros hallazgos en este lugar y en la Cueva de Loizos se pueden datar entre el 3000 y el 2000 a. C. Hacia el año 1000 a. C. el reino de Ítaca dominaba a las otras islas Jónicas y la costa de Acarnania.
En torno al 300 a. C., sufrió un saqueo llevado a cabo por los soldados de Agatocles, tirano de Siracusa. En el 180 a. C. fue incluida en la provincia romana de Iliria.
Bajo el dominio bizantino se construyó un puerto conocido como Polis o Jerusalén que quedó cubierto de arena después de un terremoto en el 967. En el 1086, se presentaron los primeros piratas normandos; los normandos conquistaron la isla en el 1185 y pasó en feudo a la familia Orsini y después a los Tocco. Ítaca siguió por tanto las vicisitudes de la vecina Cefalonia.
En el 1479, fue saqueada por los otomanos. Los daños fueron muy importantes y buena parte de la población fue capturada y llevada como esclavos. De los que quedaron muchos emigraron. En el 1504, estaba prácticamente despoblada, y fue necesario que los venecianos concedieran privilegios (exención de impuestos y concesión de tierras) a los que la quisieran poblar para que el número de habitantes se recuperara. En el 1569, se construyó la primera fortaleza. Los gobernadores venecianos no fueron en general unos buenos gobernantes, pero prosperó lentamente. En el 1648 hubo un fuerte terremoto que provocó grandes daños. Un nuevo terremoto se produjo en 1766.
En el 1797 la isla fue ocupada por los franceses (les había estado cedida por el tratado de Campo Formio del 17 de octubre de 1797), y el 7 de noviembre de 1797 se creó el departamento de Ítaca. El 25 de octubre de 1798 fue ocupada por los rusos y el 2 de abril de 1800 quedó integrada en el protectorado ruso-otomano de la República de las Islas Jónicas, hasta que volvió a los franceses el 20 de julio de 1807 y a finales de octubre de 1809 Ítaca fue ocupada por los ingleses y el 5 de noviembre de 1815 se convirtió en uno de los estados insulares dentro del protectorado británico de los Estados Unidos de las Islas Jónicas.
La flota comercial de la isla luchó al lado de los rebeldes griegos desde 1821 y se ofreció refugio a los griegos. El partido radical de T. Paizis, partidario de la unión a Grecia, logró el objetivo el 1 de junio de 1864 (Tratado de Londres). En 1876 se produjo un nuevo terremoto, que se repitió en 1912 y en 1918. El más devastador fue el de 1953.

## Cuestión de Ítaca: su identidad con la Ítaca homérica
En los poemas homéricos, Ítaca es la patria de Odiseo, cuyo regreso al hogar constituye el tema central de la Odisea. Por otro lado, había algún relato de la Antigüedad que consideraba que Ítaca era el lugar de residencia de Homero. Pese a que normalmente la Ítaca homérica se identifica con la isla de igual nombre en la actualidad, algunos autores modernos han planteado dudas acerca de ello.

### Diversas teorías
En el canto II de la Ilíada se mencionan sucesivamente los contingentes del ejército aqueo, entre los cuales están:

Los de Duliquio y las sagradas islas Equinas, que están situadas frente a la costa de Élide; al frente de éstos iba Meges Filida, igual a Ares, al que había engendrado el cochero Fileo, caro a Zeus, que había emigrado a Duliquio, enemistado con su padre. A este cuarenta naves le seguían.

A su vez, Odiseo acaudillaba a los magnánimos cefalenios, que poseían Ítaca y su frondoso Nérito y administraban Crocilea y la escarpada Egílipe, a los que poseían Zante y administraban Same y sus alrededores, y a los que poseían el continente y regían la costa de enfrente. De estos era jefe Odiseo, igual a Zeus en ingenio. A este, doce naves, de proas rojas, le seguían.

Pero las descripciones que hace Homero en la Odisea sobre la patria de Odiseo plantean problemas para identificarla con la actual Ítaca:

Soy Odiseo, el hijo de Laertes, el que está en boca de todos los hombres por toda clase de trampas, y mi fama llega hasta el cielo. Habito en Ítaca, hermosa al atardecer. Hay en ella un monte, el Nérito de agitado follaje, muy sobresaliente, y a su alrededor hay muchas islas habitadas cercanas unas de otras, Duliquio y Same, y la poblada de bosques Zante. Ítaca se recuesta sobre el mar con poca altura, la más remota hacia el Occidente, y las otras están más lejos, hacia Eos y Helios. Es áspera, pero buena criadora de mozos.

Esto ha llevado a los investigadores a realizar otras hipótesis basándose en sus estudios, en los que a veces pretenden identificar todas las características mencionadas sobre Ítaca por Homero: una isla rocosa, poco apta para la cría de caballos pero rica en trigo, viñas y pastos, con emplazamientos para los puertos de Forcis y Reitro, donde se ubican el monte Neyo, una cueva de las ninfas, la roca del cuervo, la colina de Hermes, una fuente y un altar de las ninfas y la fuente Aretusa. También se ha estudiado la compatibilidad de los lugares propuestos con los tiempos del viaje de Telémaco al Palacio de Néstor narrado en la Odisea o de Eumeo desde el establo hasta el palacio de Odiseo.
En el siglo XIX, el arqueólogo Wilhelm Dörpfeld creía que la Ítaca homérica correspondía a la isla de Leúcade, y que la Ítaca moderna era la Same homérica. Las excavaciones realizadas por este arqueólogo en Léucade le llevaron a tratar de identificar unos restos de casas y túmulos hallados en la llanura de Nydri con la ciudad de Ítaca. Sin embargo, estos restos corresponden a un periodo muy temprano de la Edad del Bronce. Otros autores han propuesto la identificación de la Ítaca homérica con Corfú o con Cefalonia.

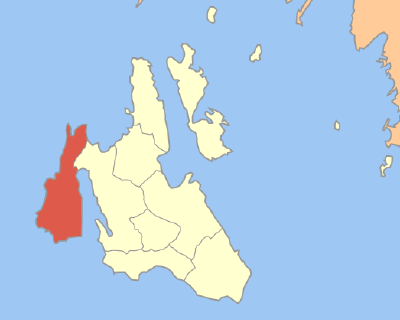
Ubicación de la península de Paliki en la isla de Cefalonia.

Una teoría moderna, defendida desde 2005 por el británico Robert Bittlestone, sitúa la patria de Odiseo en la península de Paliki, situada en la isla de Cefalonia. Según esta teoría, esta península, que se asemeja en gran medida a las descripciones de Homero, habría constituido una isla en tiempos antiguos al estar dividida la isla de Cefalonia, de la que forma parte, por un canal marino que con el tiempo se habría cerrado. Según esta hipótesis, la actual Ítaca podría haber correspondido en realidad a la homérica isla de Duliquio.
Otra teoría dice que Ítaca es la actual Cádiz. Según esta teoría, Monte Nérito es Nertobriga (San Fernando), el puerto de Forcis es La Caleta, El Puerto Retro es el actual puerto de Cádiz y la Fuente de Aretusa es Fuente Amarga, cerca de Chiclana de la Frontera.